# Centrale idroelettrica Molino di Poleo
La centrale idroelettrica Molino di Poleo è una piccola centrale elettrica ubicata nel territorio comunale di Schio, in contrada Molino presso Poleo, lungo la strada che conduce a Santa Caterina di Tretto. Essa costituisce un esempio di archeologia industriale, essendo la centrale più antica del Veneto, nonché la seconda d'Italia.

## Storia
La centrale idroelettrica venne costruita nel 1889 su progetto dell'ingegner Carlo Letter e su interessamento dell'industriale Luigi Cazzola, in occasione dei lavori di sistemazione dell'antico acquedotto di Schio che prelevava l'acqua dal torrente Gogna presso la contrada Molino. L'impianto sarebbe servito per fornire elettricità ad uso privato e pubblico.
La ditta tedesca Reinacher & Otto costruì le opere idrauliche ed elettriche della centrale, che venne inaugurata il 21 agosto 1889. Negli anni trenta venne sostituita la primitiva turbina con due nuove costruite dalla industria meccanica De Pretto-Escher Wyss di Schio.
L'impianto rimase attivo fino al 1975 quando, ritenuto oramai obsoleto, venne dismesso.
A partire dal 1987 il Comune di Schio, proprietario dell'impianto, ha dato il via a lavori di ristrutturazione della centrale, mediante un restauro conservativo dell'edificio e l'aggiunta di un'ulteriore presa d'acqua per aumentare la portata, l'installazione di una nuova doppia turbina Pelton e delle apparecchiature di controllo automatizzate. L'impianto così rinnovato è entrato in funzione nel 1991 con una potenza di 196 kilowatt ed una produzione annua di circa 1.000.000 di kilowattora.

## Descrizione
I restauri della fine degli anni ottanta hanno cercato di preservare quanto più possibile le antiche strutture esistenti, sia architettoniche che tecnologiche.
La centrale si sviluppa mediante tre palazzine costruite lungo il lato sinistro del torrente Gogna. Si distinguono quindi il portico adibito a deposito, il locale che ospita la vecchia turbina degli anni trenta, quello della nuova turbina e dei trasformatori, dall'edificio si eleva inoltre la piccola cabina di distribuzione. Il piano superiore era adibito ad abitazione del custode. Esteticamente l'edificio riprende il tipico stile industriale del tempo: finestre ad arco ribassato, che diventano più ampie e dotate di inferriate nel locale principale,  i davanzali in pietra, le finiture in cotto leggermente sporgenti.
L'interno conserva nella sala macchine la vecchia turbina De Pretto, il carro ponte pendente dal soffitto per la manutenzione dei macchinari, una cabina con telefono a manovella, il quadro comandi originale in marmo; a fianco si trova la piccola officina per le riparazioni con tetto a botte. Dalla sala principale si accede inoltre al locale che ospita i macchinari ed impianti moderni.